# Kathikas
Kathikas är en ort i Cypern.   Den ligger i distriktet Eparchía Páfou, i den västra delen av landet, 90 km väster om huvudstaden Nicosia. Kathikas ligger 655 meter över havet och antalet invånare är 348. Den ligger på ön Cypern.
Terrängen runt Kathikas är huvudsakligen kuperad. Kathikas ligger uppe på en höjd.Trakten runt Kathikas är ganska tätbefolkad, med 185 invånare per kvadratkilometer. Närmaste större samhälle är Pafos, 15,1 km söder om Kathikas. Trakten runt Kathikas består till största delen av jordbruksmark.